# Lentissimo
Lentissimo è un brano musicale della cantante italiana Malika Ayane, quarto singolo estratto dal quarto album Naïf. Entra in rotazione radiofonica a partire dal 26 febbraio 2016, arrivando dopo il grande successo dei singoli precedenti e la conquista del disco d'oro da parte dell'album di provenienza.

## Video musicale
Il video musicale del brano, diretto da Federico Brugia, ritrae la cantante inizialmente vestita con uno smoking. Poi nel corso del video si toglie i vestiti, fino a esaltare tutta la sua femminilità.